# Kona (entreprise)
Pour les articles homonymes, voir Kona.
Kona est une entreprise de vélo, basée dans la région américaine du Nord-Ouest Pacifique, fondée en Colombie-Britannique en 1988. Initialement spécialisée dans le vélo tout-terrain — pour tout type de pratique, du VTT cross-country à la descente, en passant par le dirt, le four-cross, le freeride ou l'enduro — elle commercialise également des vélos de route.
Cette marque propose également une large gamme de vélo « femme », ainsi que des single-speed (une seule vitesse) et twentyniner (roues de 29 pouces, au lieu des 26 pouces traditionnellement utilisées).